# Araken
Abraham Patusca da Silveira (* 17. Juli 1905 in Santos; † 24. Januar 1990 ebenda), besser bekannt als Araken Patusca oder kurz Araken, war ein brasilianischer Fußballspieler.

## Leben
Der Stürmer Araken war in den Jahren von 1923 bis 1939 als Fußballspieler aktiv. Er begann seine Laufbahn 1923 beim FC Santos, wo sein Vater Sizino Patusca Präsident war. Mit Santos wurde er dreimal Vizemeister im Campeonato Paulista und mit dem FC São Paulo ein Mal Meister. Zudem wurde er 1927 Torschützenkönig in der Staatsmeisterschaft mit 31 Treffern. Nach seiner Rückkehr 1935 nach Santos wurde er noch im selben Jahr schließlich auch mit diesem Verein Meister. Das war zugleich der erste Titel des Vereines der weniger als drei Jahrzehnte später weltweit dominieren sollte. Er blieb diesmal bis 1937 bei Santos.
Zwischen 1937 und 1938 spielte er in São Paulo beim kurzlebigen CA Estudante Paulista. Er beendete seine Karriere 1939 bei Santos. Insgesamt erzielte er für den Klub in 193 Spielen 177 Tore.
Im Januar 1929 spielte Araken mit der brasilianischen Nationalmannschaft in Rio de Janeiro gegen die argentinische Mannschaft Club Sportivo Barracas aus Buenos Aires. Bei der Weltmeisterschaft 1930 bestritt er sein einziges Länderspiel, dabei verlor Brasilien bei seiner WM-Premiere gegen Jugoslawien mit 1:2, was zum Ausscheiden in der Vorrunde beitrug.
Er starb 1990 im Alter von 84 Jahren.

## Nationalmannschaft
Die nachstehenden Einsätze in der Nationalmannschaft sind nachgewiesen.
Offizielle Länderspiele
- 14. Juli 1930 gegen Jugoslawien, Ergebnis: 1:2 (Fußball-Weltmeisterschaft)

Inoffizielle Spiele
- 6. Januar 1929 gegen Club Sportivo Barracas Bolívar, Ergebnis: 5:3

## Erfolge
- Staatsmeisterschaft von São Paulo: 1931, 1935

## Auszeichnungen
- Torschützenkönig Staatsmeisterschaft von São Paulo: 1927 (31 Tore)